# Pecangaan Wetan
Pecangaan Wetan is een bestuurslaag in het regentschap Jepara van de provincie Midden-Java, Indonesië. Pecangaan Wetan telt 3900 inwoners (volkstelling 2010).